# Veljko Petrović
Veljko Petrović (în sârbă Вељко Петровић; n. 1780, Lenovac⁠(d), Zaječar, Serbia – d. 9 august 1813, Negotin, Districtul Bor, Serbia), cunoscut simplu ca Haiducul Veljko (Хајдук Вељко), a fost unul dintre voivozii (comandanți militari) ai forțelor revoluționare sârbe în cadrul Primei Răscoale Sârbe împotriva Imperiului Otoman, fiind responsabil de zona Negotin. A fost unul dintre cei mai proeminenți lideri ai răscoalei.

## Biografie

### Tinerețea
S-a născut în Lenovac, lângă Zaječar, în nahija Crna Reka, în familia lui Petar (de unde și-a luat numele de Petrović) și Petrinja. A avut doi frați mai mici, Milutin și Miljko. Tatăl său era cunoscut sub numele de Sirenjar Petar („Petru Brânzarul”) datorită mulțimii de animale pe care le poseda și cantității de brânză pe care o vindea. Tatăl său era o persoană foarte calmă, deși Veljko era un copil neastâmpărat. În tinerețe, a păscut vite, devenind chiar čobanbaša („păstor-șef”) printre păstorii locali. Turcii locali vizitau adesea casa lor, mâncând mâncarea lor, bând și luând brânză, unt și lapte.
Briganzii otomani (krdžalije) ai lui Osman Pazvantoğlu, considerați rebeli de către sultan, au luptat împotriva trupelor imperiale la Crna Reka, apoi au continuat să atace turcii locali loiali sultanului, incendiind și devastând mai multe sate din regiune, inclusiv Lenovac. Acest lucru l-a determinat pe Veljko, la doar 15 ani, să-și părăsească părinții și frații și să plece spre Vidin. Acolo a fost angajat ca păstor de un turc, iar după un timp a plecat spre Požarevac, unde a fost angajat de Voievodul din Požarevac să pregătească mâncare. După ce a petrecut ceva timp acolo, de Paști, a dansat kolo cu prietenii săi, uitând să pregătească cina importantă pentru stăpânul său. Pentru aceasta, stăpânul său a vrut să îl bată, astfel că Veljko a fugit, ajungând în cetele de haiduci ale lui Stanoje Glavaš. În iarna anului 1803, Glavaš a aranjat ca Veljko să rămână la casa unui jatak („ascunzător”, susținător civil al haiducilor) din Dubona, în nahija Smederevo, unde urma să lucreze ca păstor. În același sat, Veljko a întâlnit-o pe Marija, o văduvă și rudă a lui Glavaš, și s-a căsătorit cu ea, mutându-se în casa ei. La scurt timp după nuntă, a avut loc Măcelul Knezesilor (ianuarie 1804), în care lideri proeminenți sârbi au fost executați de juntele militare ieniceri ale Sangeacul de Smederevo (acești ieniceri, sub conducerea lui Kučuk Alija, l-au ucis pe sanjak-bey Hadži Mustafa Pașa la 15 decembrie 1801 și au preluat conducerea sangeacului). Ca răspuns la execuții, populația sârbă, fără o figură centrală, a luat măsuri de autoapărare și a atacat spontan ienicerii.

### Prima Răscoală Sârbă
Auzind de activitățile lui Karađorđe, Veljko i-a cerut imediat soției sale haine de haiduc și arme și s-a alăturat cetei lui Glavaš. Când Karađorđe a ajuns la Orašac la Întâmpinarea Domnului, pe 2 februarie 1804, și a fost ales de popor ca „lider suprem al poporului sârb”, Veljko era prezent în ceata lui Glavaš. Pe măsură ce răscoala s-a dezvoltat, Glavaš a renunțat la arme, iar Veljko a servit apoi în oastea voievodului din Semendria, Đuša Vulićević, luptând împotriva otomanilor. În toamna anului 1805, Voievodul Đuša a fost ucis de turci în Smederevo. Karađorđe l-a pus pe fratele mai mic al lui Đuša, Vujica Vulićević, în locul său. Veljko a devenit unul dintre buljukbași (comandantul unui grup de oameni) ai lui Vujica.
Alături de Vujica Vulićević, a luptat pentru eliberarea Belgradului (1806), unde s-a remarcat în luptă. În 1807, a devenit buljubașa / буљубаша și a primit permisiunea Consiliului de a incita la rebeliune în zonele Krivi Vir și Crna Reka. În 1809, deși era puternic depășit numeric, a apărat cu curaj Soko Banja de turci. Curajul său personal a fost extraordinar și i-a adus laude și faimă în întreaga Serbia și în Balcani. În 1810, a fost decorat cu Crucea de Aur Rusă pentru bravura sa.

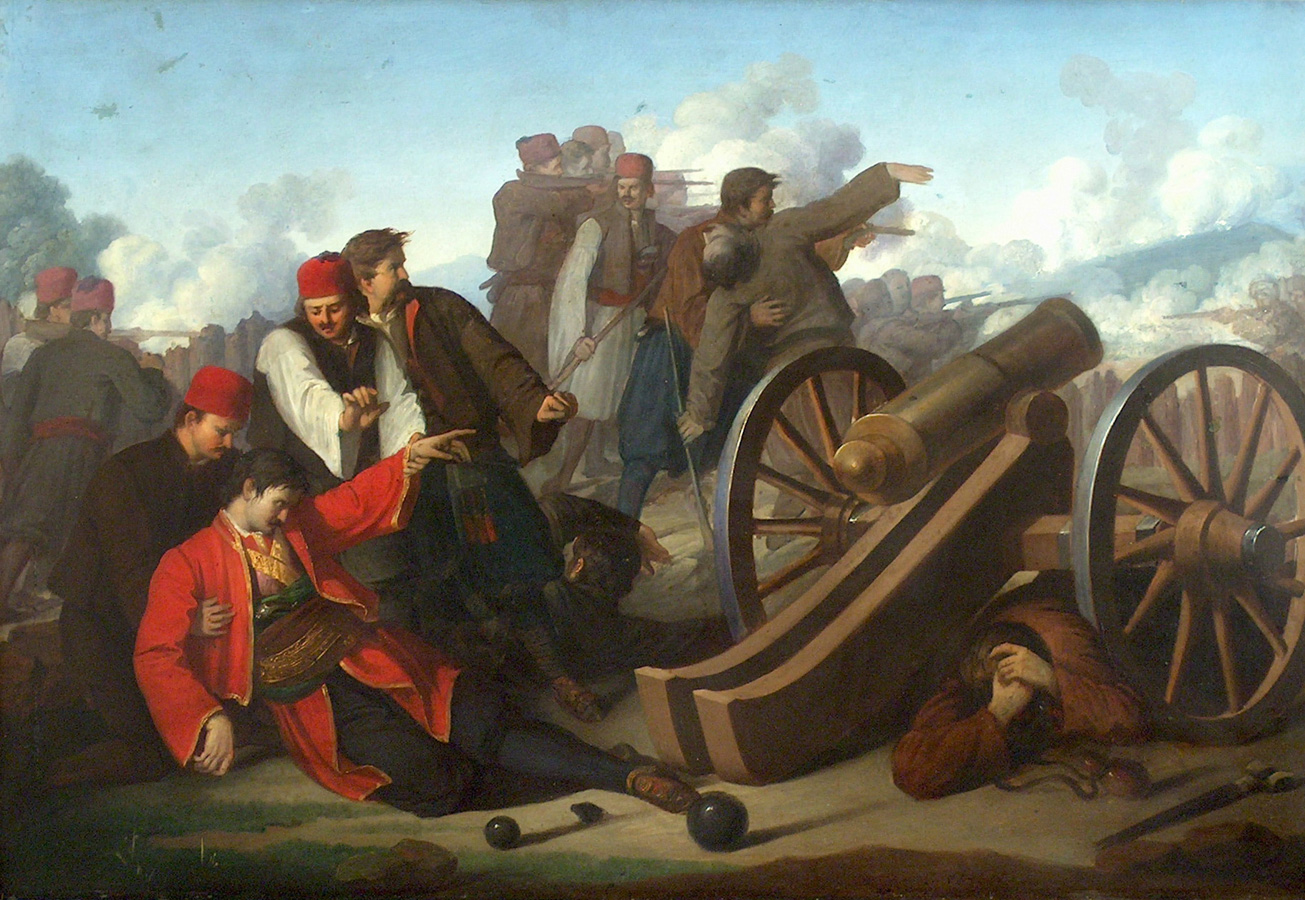
Moartea lui Haiduc Veljko de Stevan Todorović.

S-a remarcat în bătălia de la Varvarin, unde a fost rănit la brațul stâng și a devenit ușor infirm. În 1811, a devenit Voivoda al Văii Timok și a fost trimis la Negotin, în Valea Timok. În 1813, un detașament de cavalerie turcească l-a atacat în satul Bukovče, unde Veljko i-a distrus. Turcii au venit apoi cu forțe mult mai puternice, astfel că Veljko s-a retras la Negotin pentru a-l apăra.
Lupte mari au avut loc în jurul Negotinului în vara anului 1813. Turcii au început să asedieze Negotinul cu întăriri din Vlaška (Valahia). În total, 16.000 de soldați turci au atacat Negotinul, care era apărat de 3.000 de soldați sârbi. Veljko a fortificat Negotinul, a construit un șanț și turnuri și a așteptat venirea turcilor. Cel mai înalt turn, în care locuia Veljko, a fost numit Baba Finka. Ajutorul așteptat de Veljko nu a sosit, și muniția era în scădere, astfel Veljko a ordonat topirea tuturor obiectelor de tină din oraș pentru muniție și a ordonat punerea monedelor de metal în tunuri. Dimineața, după douăzeci de zile de apărare eroică, a ordonat repararea șanțului și a fost lovit de o ghiulea. A murit aproape imediat. Bătălia de la Negotin s-a încheiat cu pierderi masive pentru turci și evadarea cu succes a rebelilor sârbi. Fratele său, Milutin, l-a îngropat la apusul soarelui la biserica din Negotin. După moartea lui Veljko, turcii au cucerit Negotinul și, în curând, toată Krajina. Este încă amintit pentru cuvintele sale celebre: Glavu dajem, Krajinu ne dajem („Îmi dau capul, dar nu dau Krajina”).
În pragul Bătăliei de la Negotin, prietenul său, Vuk Karadžić, i-a sugerat să trimită aurul, bijuteriile și alte obiecte de valoare familiei sale, pentru ca acestea să nu cadă în mâinile turcilor. Dar Veljko a refuzat, crezând că nu ar fi potrivit pentru un mare haiduc și erou de război să fie ucis și găsit fără niciun ban. Veljko considera că reputația și gloria personală erau mai importante decât aurul simplu.

## Moștenire

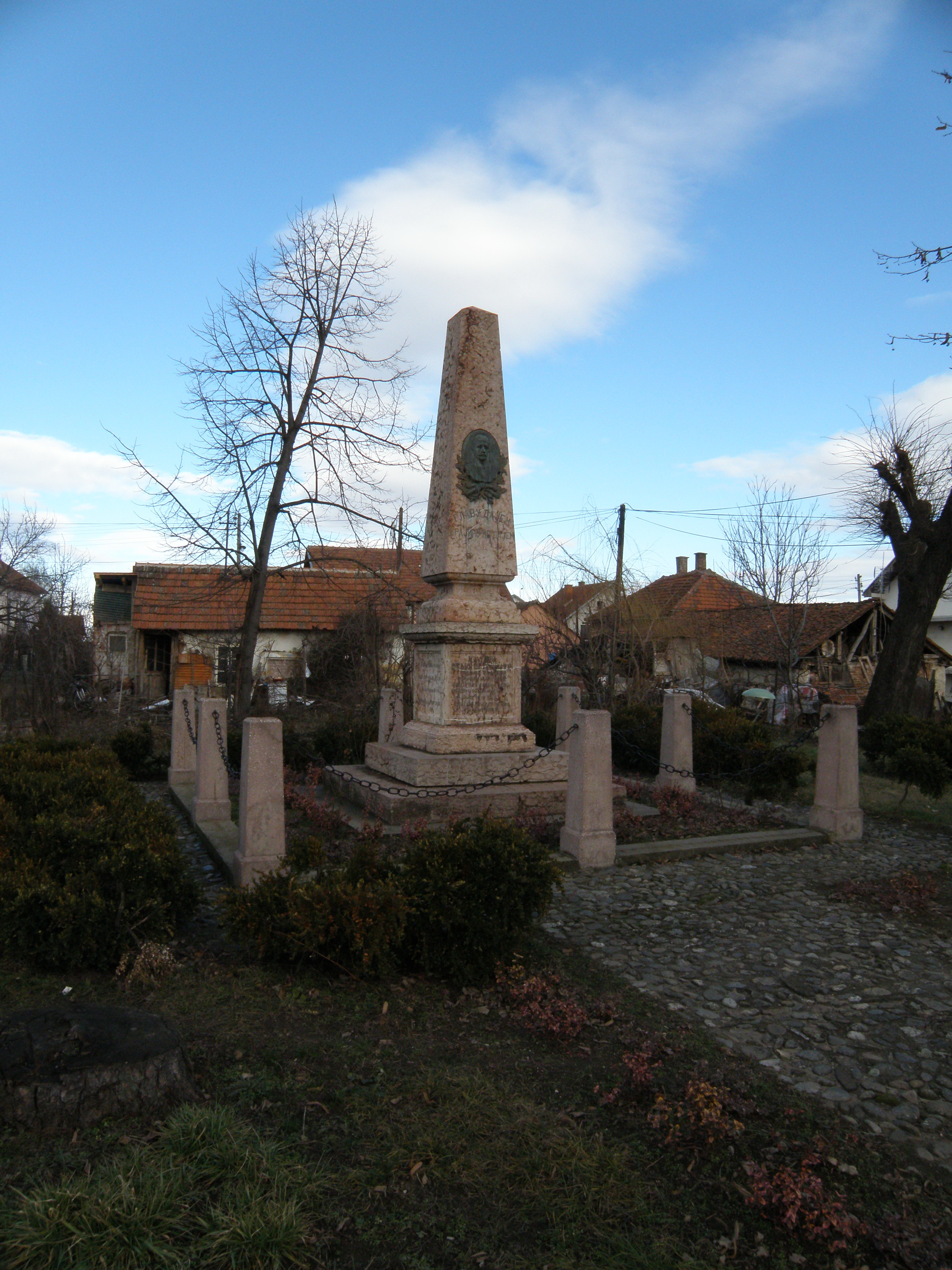
Monument la locul morții lui Haiduc Veljko

Ca erou popular, au fost compuse cântece închinate lui chiar și în timpul vieții sale. Există peste 70 de poeme lirice și 10 poezii epice care îi celebrează faptele. Unele dintre cele mai cunoscute cântece sau poezii epice includ „Mi-a răsărit un pom de migdal” (Расло ми је бадем дрво) și „Bolnav zace Mustapha cel Negru” (Болан ми лежи Кара-Мустафа).
Autorul sârb de benzi desenate Živorad Atanacković (1933–1998) a creat o bandă desenată plină de aventuri despre persoana lui Veljko Petrović, având ca temă Prima Răscoală Sârbă (Hajduk Veljko, 1966).
Unii istorici bulgari au promovat teorii marginale conform cărora Veljko ar fi fost bulgar.
El este inclus în cartea Cei 100 cei mai proeminenți sârbi.